# Starless and Bible Black
| 평가 점수                                  | 평가 점수  |
| 출처                                       | 점수       |
| ------------------------------------------ | ---------- |
| AllMusic                                   | [ 1 ]      |
| Christgau's Record Guide                   | B          |
| Encyclopedia of Popular Music              | [ 3 ]      |
| The Great Rock Discography                 | 8/10       |
| Mojo                                       | [ 5 ]      |
| MusicHound Rock: The Essential Album Guide | [ 6 ]      |
| Rolling Stone                              | favourable |
| The Rolling Stone Album Guide              | [ 8 ]      |

《Starless and Bible Black》은 영국의 프로그레시브 록 밴드 킹 크림슨의 여섯 번째 스튜디오 음반으로 1974년 3월 29일, 영국의 아일랜드 레코드와 미국의 애틀랜틱 레코드가 발매했다. 음반의 대부분은 라이브로 녹음되었지만 편집되고 스튜디오 자료와 혼합되었다.

## 배경 및 제작
킹 크림슨의 이전 음반인 《Larks' Tongues in Aspic》 (미국 재즈에 대한 전통적인 프로그레시브 록 사운드 그리기에서 결정적으로 벗어나 유럽 자유 즉흥 연주에 대한 영향 쪽으로 이동했던)은 실험적인 타악기 연주자 제이미 뮤어를 포함한 밴드의 5중주 라인업에 의해 녹음되었다. 1973년 초에 뮤어는 갑자기 밴드를 떠났다. 표면적으로는 무대 위의 부상으로 인해, 그러나 사실 음악에서 물러나고 수도원에서 시간을 보내야 하는 압도적인 정신적 필요성 때문이다(완전 녹음 박스 세트에서 포츠머스 길드홀 쇼의 라이너 노트에 따라 밴드 동료들에게 전달되지 않은 것). 뮤어의 출발은 영구적인 것으로 밝혀졌다. 밴드의 드러머인 빌 브루포드는 자신의 키트 드럼 연주 외에도 뮤어의 타악기 역할을 흡수했고, 밴드는 4중주단으로 순회공연을 계속했다.
이러한 격변과 투어의 압박으로 킹 크림슨은 다음 음반을 녹음할 때가 되었을 때 새로운 필기 자료가 부족하게 되었다. 최근 투어에서 무대에서의 즉흥연주 수준을 높인 이 밴드는 이 문제를 해결하기 위해 이를 이용하기로 했다. 콘서트에서 시도된 새로운 작곡과 몇몇 라이브 음반에 캡처된 곡들이 새 음반 자료의 일부로 제시되었고, 교대로 그리고 경우에 따라서는 스튜디오 음반과 혼합되었다.

## 내용
음반에 수록된 4곡만이 가사를 가지고 있다. 《Larks' Tongues in Aspic》의 경우에서 그랬던 것처럼, 이것들은 존 웨튼의 친구인 리처드 파머제임스(전 슈퍼트램프 기타리스트는 첫 번째 자작 음반을 끝으로 밴드를 떠났다)에 의해 쓰여졌다. 〈The Great Deceiver〉는 악마를 지칭하며 상업주의에 대한 아이러니한 해설(프립은 바티칸 시국에서 시판되는 기념품을 보고 "담배, 아이스크림, 성모 마리아의 상"이라는 대사를 기고했다)이다. 〈Lament〉는 명성에 관한 것이다. 〈The Night Watch〉는 렘브란트의 동명 그림에 대한 짧은 에세이로, 이 그림을 관찰자가 보고 있는 것으로 묘사하고 주제를 이해하려고 시도한다. 〈The Mincer〉는 "손가락이 닿고, 쩌렁쩌렁 비명을 지른다(fingers reaching, linger shrieking)", "너 혼자야, 아기 숨소리(you're all alone, baby's breathing)" 등의 대사가 더 모호한 가사를 담고 있으며, 노래 제목은 가정침입자나 살인자를 지칭하는 것일 수도 있다. 음반의 오리지널 이슈는 음반의 안쪽 소매에 The 〈Great Deceiver〉, 〈Lament〉, 〈The Night Watch〉의 가사가 포함되어 있다.

## 곡 목록
| #  | 제목                          | 작사·작곡                                | 재생 시간 |
| -- | ----------------------------- | ---------------------------------------- | --------- |
| 1. | 〈The Great Deceiver〉        | 존 웨튼, 로버트 프립, 리처드 파머제임스  | 4:02      |
| 2. | 〈Lament〉                    | 프립, 웨튼, 파머제임스                   | 4:00      |
| 3. | 〈We'll Let You Know〉 (기악) | 데이비드 크로스, 프립, 웨튼, 빌 브루퍼드 | 3:46      |
| 4. | 〈The Night Watch〉           | 프립, 웨튼, 파머제임스                   | 4:37      |
| 5. | 〈Trio〉 (기악)               | 크로스, 프립, 웨튼, 브루퍼드             | 5:41      |
| 6. | 〈The Mincer〉                | 크로스, 프립, 웨튼, 브루퍼드, 파머제임스 | 4:10      |

| #  | 제목                                | 작사·작곡                    | 재생 시간 |
| -- | ----------------------------------- | ---------------------------- | --------- |
| 7. | 〈Starless and Bible Black〉 (기악) | 크로스, 프립, 웨튼, 브루퍼드 | 9:11      |
| 8. | 〈Fracture〉 (기악)                 | 프립                         | 11:14     |